# NGC 6841
NGC 6841 је елиптична галаксија у сазвежђу Стрелац која се налази на NGC листи објеката дубоког неба.
Деклинација објекта је - 31° 48' 39" а ректасцензија 19h 57m 49,1s. Привидна величина (магнитуда) објекта NGC 6841 износи 12,7 а фотографска магнитуда 13,7. NGC 6841 је још познат и под ознакама ESO 461-23, MCG -5-47-11, PGC 63881.